# Maddaloni
Maddaloni är en ort och kommun i provinsen Caserta i regionen Kampanien i Italien. Kommunen hade 39 026 invånare (2017).